# Marciano Bruma
Marciano Bruma, né sous le nom de Marciano van Homoet le 7 mars 1984 à Rotterdam, est un footballeur professionnel néerlandais. Il occupe actuellement le poste de défenseur aux Xerxes DZB, club de troisième division néerlandaise. 
Il est le frère de Jeffrey Bruma, joueur du Wolfsburg Fc.

## Tente sa chance en Pologne, sans succès
Le 9 juillet 2010, Marciano Bruma signe un contrat de deux ans à l'Arka Gdynia, club de première division polonaise. Régulièrement utilisé par son entraîneur, il ne peut éviter la descente de son club, qui s'effondre en fin de championnat, et résilie son contrat à l'amiable avec l'Arka. Le 18 août 2011, il rejoint le Lech Poznań, club polonais aux ambitions nettement plus élevées. Surprise de ce mercato côté Kolejorz, Bruma arrive pour remplacer Manuel Arboleda et Grzegorz Wojtkowiak, piliers de la défense et blessés gravement en ce début de saison. Cependant, il ne trouve pas sa place et ne joue que huit matches toutes compétitions confondues. Le 1er février 2012, Bruma et Poznań se séparent.

## Palmarès
Néant